# Bordóhátú zacskósmadár
A bordóhátú zacskósmadár (Psarocolius cassini) a madarak osztályának verébalakúak (Passeriformes) rendjébe, azon belül a csirögefélék (Icteridae) családjába tartozó faj.

## Rendszerezése
A fajt Charles Wallace Richmond amerikai ornitológus írta le 1898-ban, az Gymnostinops nembe Gymnostinops cassini néven. Egyes szervezetek, jelenleg is ide sorolják.

## Előfordulása
Dél-Amerika északnyugati részén, Kolumbia északnyugati részén honos. A természetes élőhelye szubtrópusi és trópusi síkvidéki esőerdők. Állandó, nem vonuló faj.

## Megjelenése
A hím testhossza 46 centiméter, a tojóé 39,5 gramm.

## Életmódja
Feltehetően rovarokkal és gyümölcsökkel táplálkozik.